# 유시마촌 (이와테현)
유시마촌(油島村)은 이와테현 니시이와이군에 설치되었던 촌이다.

## 연혁
- 1875년 10월 17일 - 미즈사와현에 의한 촌락 통합에도 불구하고 가미아부라타촌과, 시모아부라타촌이 합병해 유시마촌이 되었다.
- 1889년 4월 1일 - 정촌제 시행과 함께 단독으로 촌제를 시행해 니시이와이군 유시마촌이 성립하였다.
- 1955년 1월 1일 - 하나이즈미촌, 나가이촌, 히카타촌, 와쿠쓰촌, 오이마쓰촌이 합병해 하나이즈미정이 되었다.

## 교통
- 일본국유철도
  - 도호쿠 본선